# Liaza ATP-cytrynianowa
Liaza ATP-cytrynianowa – enzym z grupy liaz uczestniczący w transporcie grupy acetylowej w syntezie kwasów tłuszczowych. Oprócz koenzymu A jego substrat stanowi cytrynian. Związek ten, powstający w mitochondrium w reakcji kondensacji acetylo-CoA i szczawiooctanu, dzięki transporterowi trikarboksylanów może przebyć błonę i dostać się cytoplazmy, o ile acetylo-CoA występuje w nadmiarze. Tam właśnie działa liaza ATP-cytrynianowa, zależny od ATP enzym, który odtwarza acetylo-CoA i szczawiooctan. Enzym najaktywniejszy jest w czasie sytości.